# Huaranguillo
Koordinaten: 5° 46′ S, 78° 32′ W
Huaranguillo ist einer der am schwierigsten erreichbaren Orte im Distrikt Pisuquía, Provinz Luya, Region Amazonas, Peru. 

## Anfahrt
Um nach Huaranguillo zu kommen, fährt man nach Ocallí, von dort sind es noch ungefähr 8 Stunden zu Fuß oder auf dem Maultier.

## Ortsname
Der Name "Huaranguillo" kommt vom kleinblättrigen und stachligen Huarango-Strauch, welcher in der ganzen Gegend um Huaranguillo verbreitet ist. Huaranguillo wird im Sprachgebrauch der Einheimischen auch "Comunidad del Frejol" genannt, was im Spanischen so viel wie "Bohnendorf" bedeutet.

## Häuser
Huaranguillo besteht aus 50 Häusern und ist somit der fünftgrößte Ort im Distrikt Pisuquía.

## Sehenswürdigkeiten

### Landwirtschaft
In Huaranguillo wird die Landwirtschaft noch heute nach jahrhundertealten Traditionen betrieben. Wie der Spitzname des Dorfes, "Comunidad del Frejol", nahelegt, steht besonders die Produktion und Kultivierung von Bohnen im Vordergrund.

### Ruinen
Neben der Landwirtschaft und der wunderschönen Landschaft beherbergt das Gebiet um das Dorf auch wunderbar erhaltene, bis heute unerforschte Ruinen der Kultur der Chachapoya.